# 托波洛韋尼
托波洛韋尼是羅馬尼亞的城鎮，位於該國南部，距離首府皮特什蒂18公里，由阿爾傑什縣負責管轄，面積33.84平方公里，海拔高度250米，2009年人口10,520，大多數居民信奉東正教。